# Feriadão (programa de televisão)
Feriadão é um programa de televisão emitido pela SIC, nas tardes de feriado. Trata-se de um spin-off do Domingão.
É apresentado por Cláudia Borges, Débora Monteiro, Emanuel, Fernando Rocha, Iva Lamarão, João Baião, João Paulo Sousa, Luciana Abreu, Melânia Gomes, Micaela e Miguel Costa.

## Emissões
| Data                    | Apresentadores |
| ----------------------- | --- |
| 25 de abril de 2023     | Débora Monteiro, Fernando Rocha, João Paulo Sousa, Melânia Gomes e Micaela |
| 1 de maio de 2023       | Débora Monteiro, Emanuel, Fernando Rocha, João Paulo Sousa e Luciana Abreu |
| 8 de junho de 2023      | Débora Monteiro, João Baião, João Paulo Sousa, Melânia Gomes e Micaela |
| 10 de junho de 2023     | Débora Monteiro, Iva Lamarão, João Baião, Melânia Gomes e Micaela |
| 15 de agosto de 2023    | Cláudia Borges, Débora Monteiro, João Baião e João Paulo Sousa |
| 1 de novembro de 2023   | Iva Lamarão, João Baião, João Paulo Sousa, Melânia Gomes e Micaela |
| 1 de dezembro de 2023   | Estúdio: Débora Monteiro, Fernando Rocha, Melânia Gomes e Micaela Lar da Santa Casa da Misericórdia de Vila Viçosa: Iva Lamarão Lar da Santa Casa da Misericórdia de Coimbra: Cláudia Borges                   |
| 13 de fevereiro de 2024 | Estúdio: João Baião, Melânia Gomes e Micaela Palco Móvel (Elvas): Luciana Abreu e Emanuel Ovar: Iva Lamarão Estarreja: Maria Dominguez Nazaré: Cláudia Borges Torres Vedras: Fernando Rocha e João Paulo Sousa |
| 25 de abril de 2024     | Débora Monteiro, João Baião, Melânia Gomes e Micaela |
| 1 de maio de 2024       | Estúdio: Cláudia Borges, Iva Lamarão, Melânia Gomes e Miguel Costa Palco Móvel (Belém): Luciana Abreu e Emanuel                                                                                                |
| 30 de maio de 2024      | Cláudia Borges, Débora Monteiro, Micaela e Miguel Costa |
| 10 de junho de 2024     | Estúdio: Débora Monteiro, Fernando Rocha, Melânia Gomes e Micaela Palco Móvel (Castanheira de Pera): Luciana Abreu e Emanuel Resende: Iva Lamarão Newark (Nova Jérsia): José Figueiras                         |
| 15 de agosto de 2024    | Cláudia Borges, Débora Monteiro, Iva Lamarão e Melânia Gomes |
| 4 de março de 2025      | Estúdio: Débora Monteiro e Micaela Palco Móvel (Caldas da Rainha): Luciana Abreu e Emanuel Torres Vedras: Margarida Barreiras Sesimbra: Cláudia Borges Estarreja: Iva Lamarão                                  |